# Налбандян, Эдвард Агванович
Э́двард Агва́нович Налбандя́н (арм. Էդվարդ Նալբանդյան; род. 16 июля 1956, Ереван, Армянская ССР, СССР) — советский и армянский дипломат, в 2008—2018 годы министр иностранных дел Армении; беспартийный.

## Образование
- В 1978 году окончил Московский государственный институт международных отношений.
- В 1988 году окончил аспирантуру Института востоковедения Академии наук СССР, получив учёную степень кандидата политических наук.

## Карьера
- 1978—1983 — посольство СССР в Ливане,
- 1983—1986 — министерство иностранных дел СССР.
- 1986—1992 — советник посольства СССР, затем России в Египте.
- 1992—1993 — поверенный в делах Армении в Египте.
- 1994—1998 — Чрезвычайный и Полномочный посол Армении в Египте, Марокко и Омане.
- С марта 1999 — Чрезвычайный и Полномочный посол Армении во Франции.
- С января 2000 — Чрезвычайный и Полномочный посол Армении в Израиле.
- С сентября 2004 — Чрезвычайный и Полномочный посол Армении в Андорре.
- С декабря 2006 — представитель Армении в Международной организации франкофонии, с особыми поручениями посещал различные страны в качестве специального посланника президента Армении. Автор многочисленных работ о Ближнем Востоке и международных отношениях.
- С 14 апреля 2008 года по 12 мая 2018 года — Министр иностранных дел Республики Армения.

## Награды и почётные звания
- 1982 — Орден Дружбы народов (СССР),
- 2001 — Командор ордена Почётного легиона (Франция),
- 2001 — Медаль Мхитара Гоша (Армения),
- 2003 — кавалер ордена Святого Григория Великого (Ватикан),
- 2011 — Великий офицер ордена Почётного Легиона (Франция),
- 2012 — Медаль «За заслуги перед Отечеством» 2-й степени (28 декабря 2012 года, Армения) — за многолетнюю и плодотворную работу в системе государственного управления Республики Армения, значительный вклад в государственное строительство[1],
- 2014 — почётный доктор МГИМО (Россия)[2],
- 2015 — Медаль «За заслуги перед Отечеством» 1-й степени (28 декабря 2015 года, Армения) — за значительный вклад в подготовку и организацию мероприятий, посвящённых 100-летию Геноцида армян[3],
- 2016 — Орден Дружбы (26 августа 2016 года, Россия) — за большой вклад в укрепление дружбы и сотрудничества с Российской Федерацией[4],
- 2016 — Большой крест ордена Заслуг pro Merito Melitensi (Мальтийский орден)[5].

## Другое
- Иностранные языки — французский, английский, русский, арабский.
- Женат, имеет дочь.